# Cordia eriostigma
Cordia eriostigma là loài thực vật có hoa trong họ Mồ hôi. Loài này được Pittier mô tả khoa học đầu tiên năm 1917.